# 비긴티섹스비리
비긴티섹스비리(vigintisexviri, 단수형:vigintisexvir)는 로마 공화정 때의 하급 행정관들 (magistratus minores)의 집합 (콜레기움)이며, "26인"을 뜻한다.
비긴티섹스비리는 여섯 개 부서로 구성된다:
- ‘데켐비리 스틸리티부스 유디칸디스 – 소송 문제를 심리하는 10명의 행정관들로, 맡은 업무에는 자유인인지 노예인지를 처리하는 것을 포함한다
- ‘트레스비리 카피탈레스’ 또는 ‘녹투르니’ – 로마의 경찰 기능을 지닌 세 명의 행정관들로, 범죄자 수감 및 처형 업무를 맡았다[1]
- ‘트레스비리 아이레 아르겐토 아우로 플란도 페리운도’ 혹은 ‘트레스비리 모네탈레스’ – 동화, 은화, 금화 등의 주조를 맡은 세 명의 행정관들이다
- ‘콰투오르비리 비스 인 우르베 푸르간디스’ 혹은 ‘콰투오르비리 비아룸 쿠란다룸’ – 로마 도심 내 도로 정비를 관장하는 네 명의 행정관
- ‘두오비리 비스 엑스트라 우르벰 푸르간디스’ 혹은 ‘두오비리 쿠라토레스 비아룸’ – 로마 인근의 도로 정비를 관장하는 두 명의 행정관
- ‘프라이펙티 카푸암 쿠마스’ – 법원 업무를 위해 캄파니아의 카푸아와 쿠마이로 파견된 행정관 네 명.

트레스비리 (tresviri)의 단수형은 트리움비르(Triumvir)이며, 트리움비리 (triumviri)는 가끔식 복수형으로 쓰이긴 하나 옳지 못한 표기로 여겨진다.
로마 공화정 시기에, 비긴티섹스비리 직위들은 원로원 계급의 젊은 이들이 쿠르수스 호노룸 내 공직 경력를 시작하는 데 있어 디딤돌 역할을 했었으며, 율리우스 카이사르의 경우에는 쿠라토르 비아룸을 맡아 아피아 가도의 일부를 보수한바 있었다. 그러던 중 서기 13년에, 원로원은 기사 계급들에게 비긴티비리 지위를 제한하는 세나투스 콘술툼를 통과시켰다.
원수정 시기에, 아우구스투스 황제는 ‘두오비리 비스 엑스트라 우르벰 푸르간디스’와 ‘프라이펙티 카푸암 쿠마스’를 폐지하였고, 따라서 비긴티섹스비리는 비긴티비리 ("20인단")으로 바뀌었다.